# Haut-Sassandra
Haut-Sassandra – region Wybrzeża Kości Słoniowej, jeden z dwóch regionów tworzących dystrykt Sassandra-Marahoué. Stolicą regionu jest Daloa. Powierzchnia wynosi 17 761 km², co stanowi 5,5% powierzchni kraju. Populacja w 2014 roku wynosiła 1 430 960 osób.
Region został utworzony w 1997 roku, jako jednostka pierwszego rzędu. W 2000 roku część jego obszaru wydzielono, by utworzyć nowy region Fromager. W 2011 roku reforma administracyjna ustanowiła regiony jednostkami drugiego poziomu. Haut-Sassandra stał się częścią dystryktu Sassandra-Marahoué.